# Portas de Split

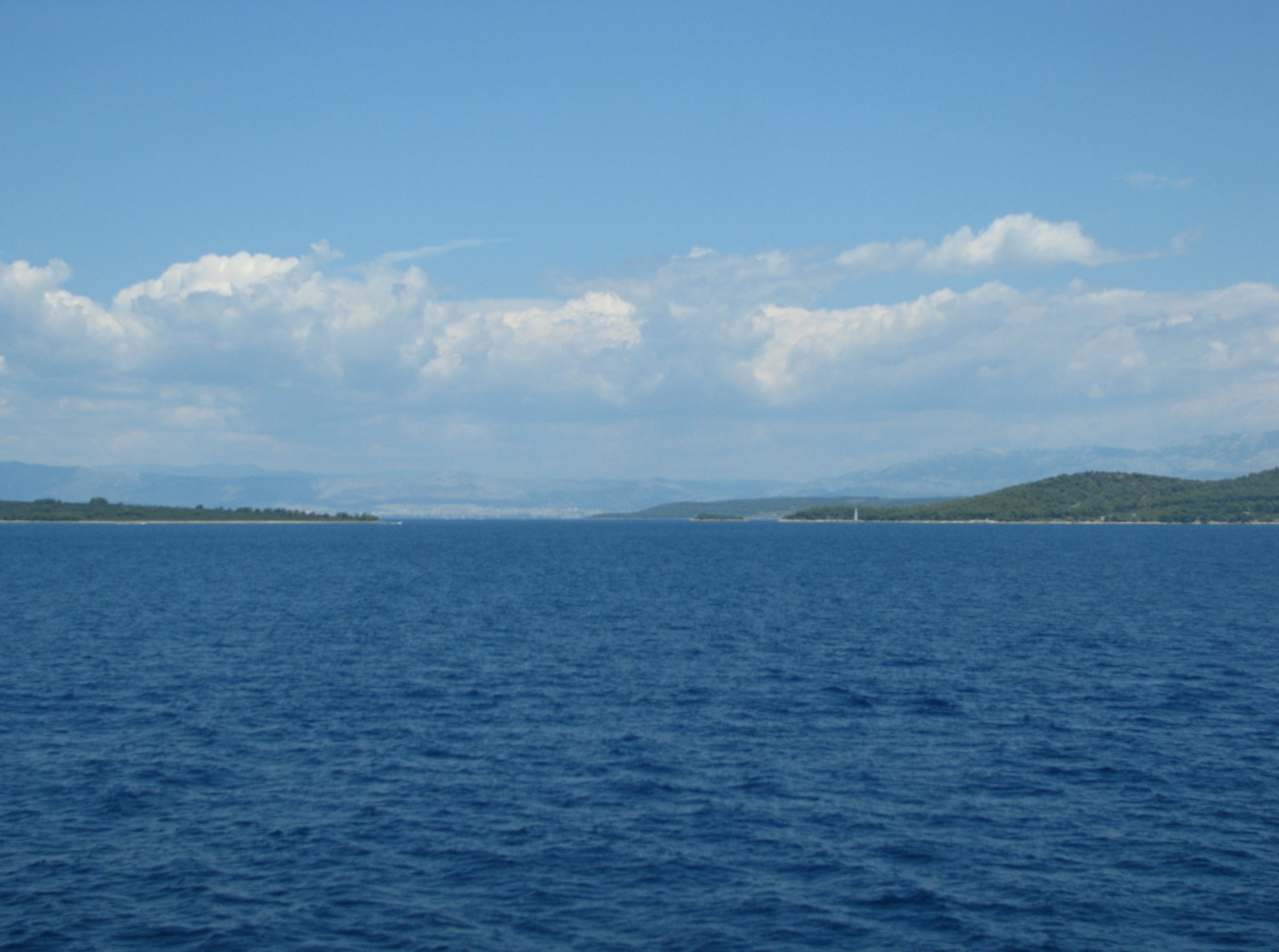
As Portas de Split, vistas de sul. À direita fica Brač, à esquerda Šolta. Split é visível no fundo.

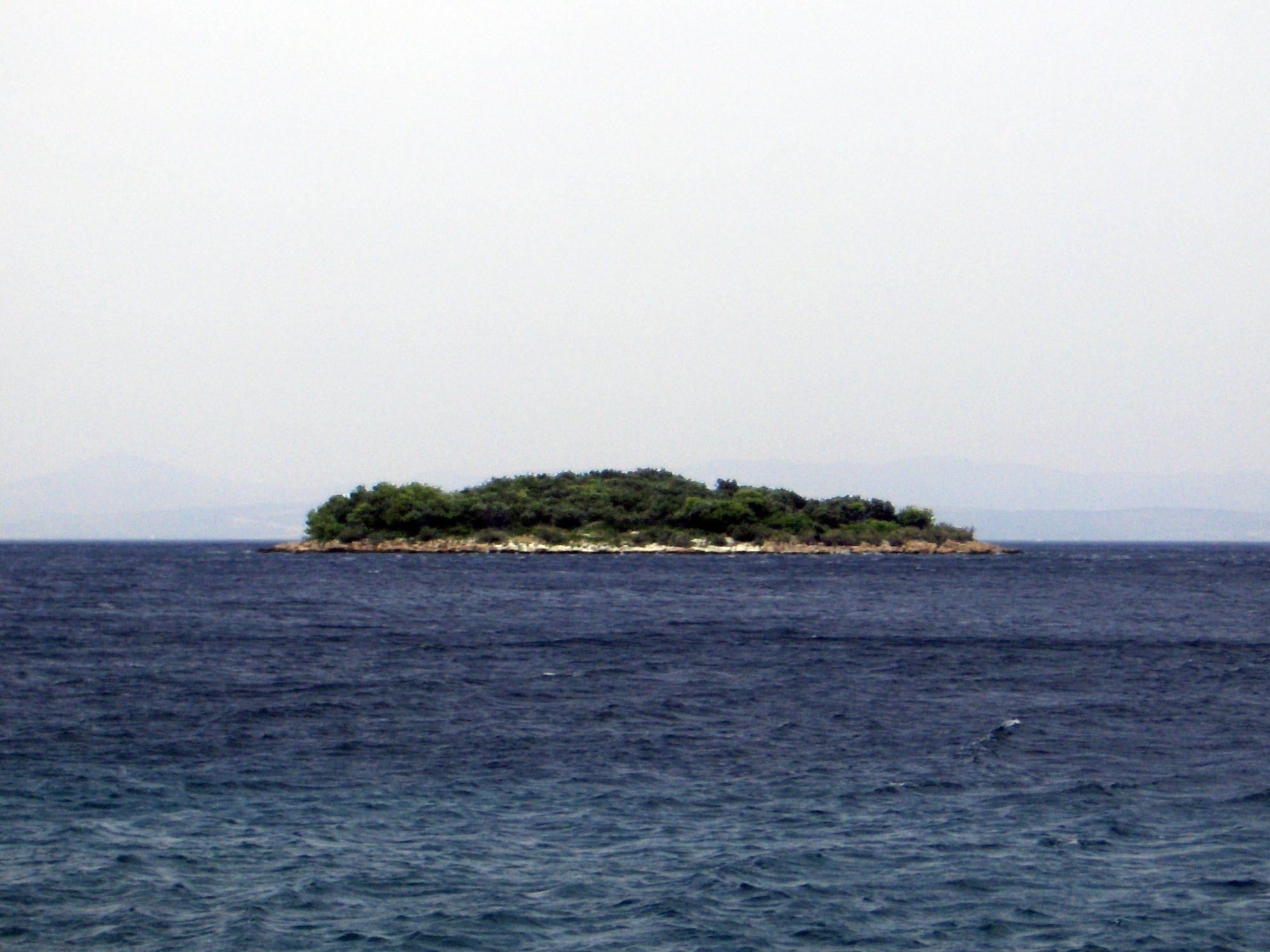
Ilha Mrduja vista do cabo Zaglav

As Portas de Split (em croata:  Splitska vrata) são um estreito no mar Adriático entre as ilhas Šolta e Brač, na Dalmácia. e que permitem aceder por via marítima à cidade de Split, na Croácia. O estreito tem 1 milha náutica de comprimento e cerca de 800 m de largura. A norte do estreito fica o Canal de Split (Splitski kanal). O ilhéu Mrduja fica neste estreito.